# Comté de Potter (Pennsylvanie)
Pour les articles homonymes, voir Comté de Potter et Potter.
Le comté de Potter est un comté américain de l'État de Pennsylvanie. Au recensement de 2020, le comté compte 16 396 habitants. Il a été créé le 26 mars 1804 sur le plateau d'Allegheny et tire son nom de James Potter (en), un général de l'armée continentale lors de la guerre d'indépendance. Le siège du comté se situe à Coudersport.

## Démographie
| Groupe            | Comté de Potter | Pennsylvanie | États-Unis |
| ----------------- | --------------- | ------------ | ---------- |
| Blancs            | 94,5            | 73,5         | 58         |
| Latino-Américains | 1,5             | 8,1          | 19         |
| Afro-Américains   | 0,3             | 10,5         | 12,1       |
| Asiatiques        | 0,42            | 3,4          | 6,2        |
| Métis             | 3               | 3,3          | 4,1        |
| Autres            | 0,3             | 0,4          | 0,5        |
| Amérindiens       | 0,1             | 0,1          | 0,9        |
| Océano-américains | 0               | 0,02         | 0,2        |
| Total             | 100             | 100          | 100        |

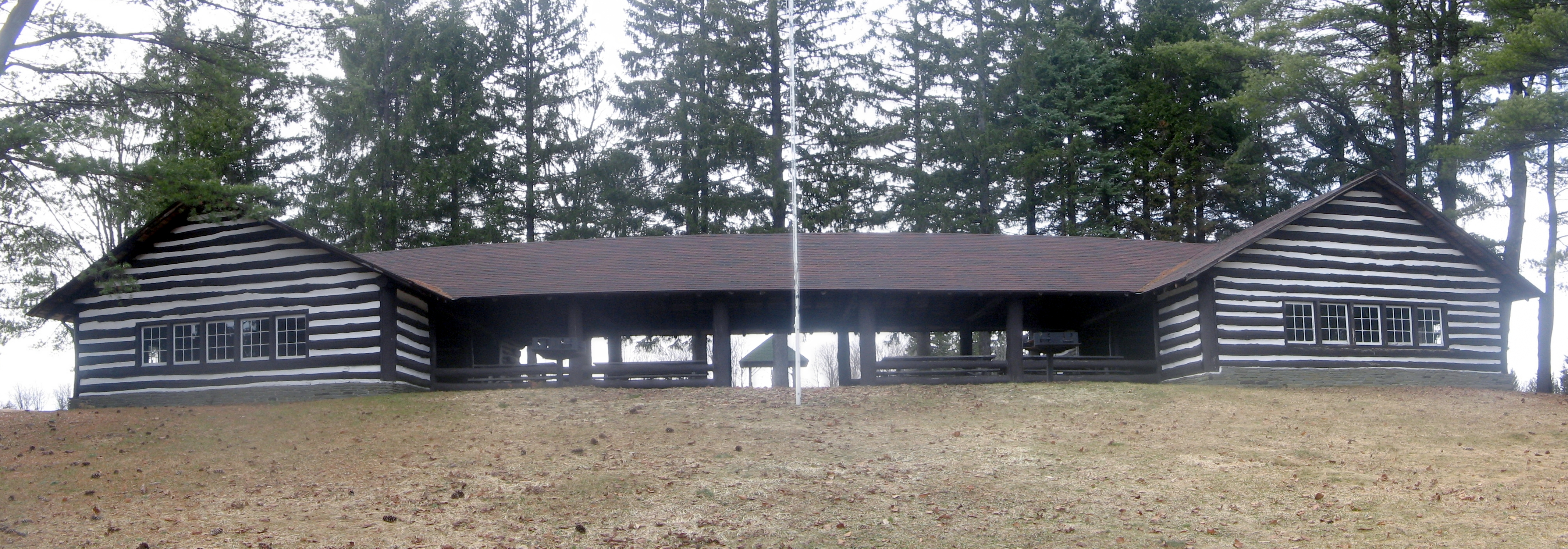
Cherry Springs Picnic Pavilion.
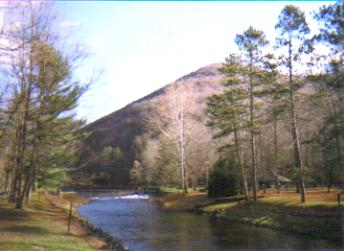
Kettle Creek dans le parc d'Ole Bull.